# 유럽 고속도로 117호선

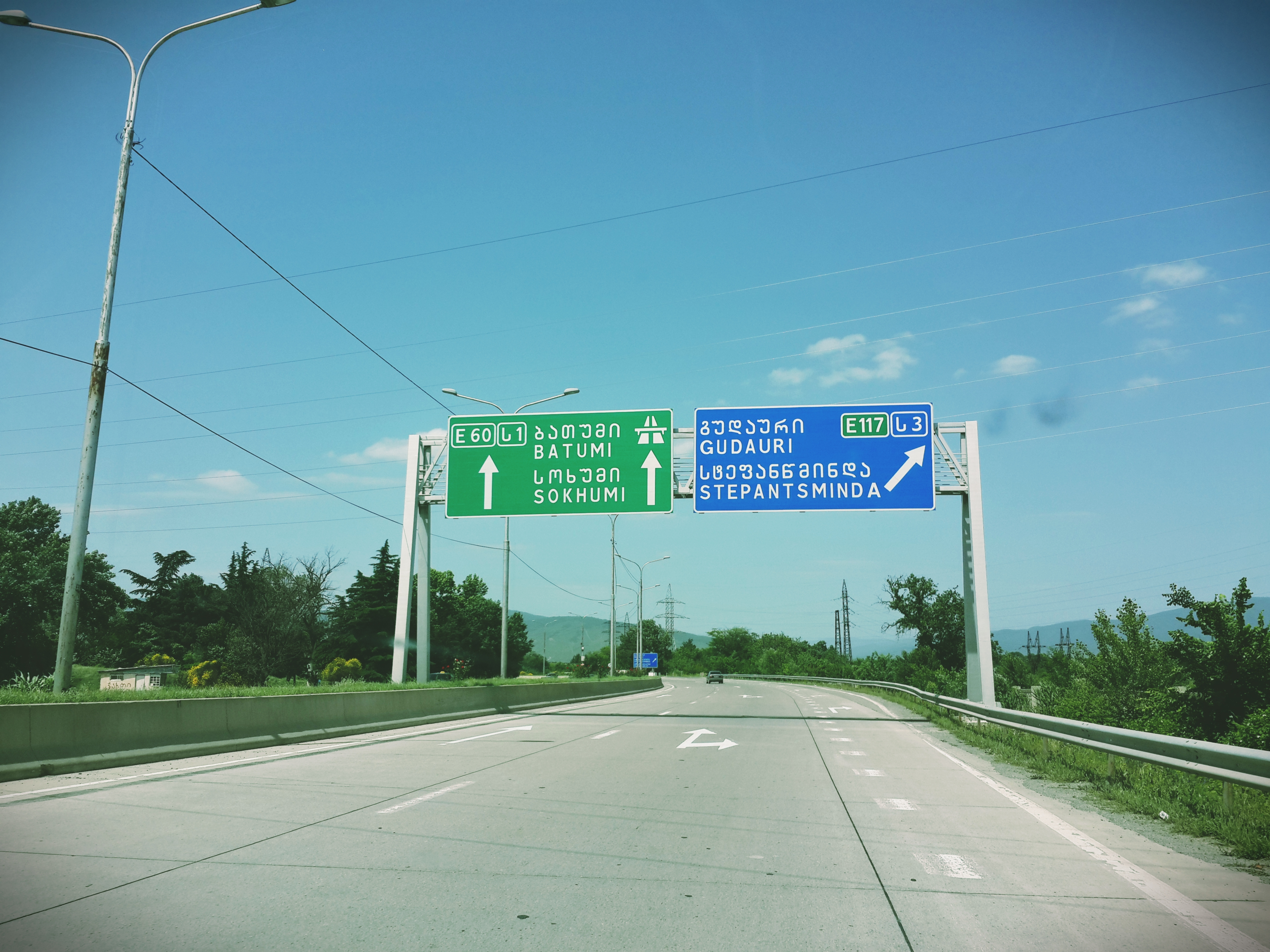
므츠헤타 근처를 지나가고 있는 E117 고속도로의 모습.

유럽 고속도로 117호선(European route E117)은 러시아 미네랄니예보디에서 출발, 중간에 조지아를 거쳐 아르메니아의 메그리까지 이어주는 총 연장 1,004 km의 거리를 가진 유럽 고속도로 노선망이다. 그러나 이 도로도 유럽 고속도로 105호선과 비슷하게 러시아를 관통하고 있는 것으로 드러나고 있다. 그리고 국경 건너 서아시아로 향하는 관문이기도 하는 이란의 누르드즈까지 이어주고 있는 것으로 보인다.

## 주요 경유지
- 러시아
  -  러시아 연방도로 R217호선(러시아어판) (유럽 고속도로 50호선과 병용) : 미네랄니에보디 - 퍄티고르스크 - 박산 - 날치크 - 베슬란
  -  A161 도로 : 베슬란 - 블라디캅카스 - Nizhniy Lars
- 조지아
  -  조지아 고속도로 S3호선 : 라르시 - 므츠헤타
  -  조지아 고속도로 S1호선 : 므츠헤타 - 트빌리시 (상기 구간은 유럽 고속도로 60호선과 병주)
  -  조지아 고속도로 S6호선 : 트빌리시 - 마르네울리(영어판)(해당 구간은 유럽 고속도로 001호선과 병주) - 볼니시 - 카즈레티(영어판)
- 아르메니아
  -  M3 간선도로 : 고가반 - 바나조르(유럽 고속도로 001호선과 병주) - 아슈타라크 (유럽 고속도로 691호선과 병주)
  -  M1 간선도로 : 아슈타라크 (유럽 고속도로 691호선과 병주) - 예레반
  -  M2 간선도로 : 예레반 - 아르타샤트 - 예라스크(영어판) (유럽 고속도로 002호선과 병주) - 고리스 - 카자란(영어판) - 메그리(영어판) - 아가락
- 이란
  -  국도 제12호선 : 누르드즈(영어판)